# マリーア・クレメンティーナ・ダウストリア
マリーア・クレメンティーナ・ダウストリア（イタリア語: Maria Clementina d'Austria, 1777年4月24日 - 1801年11月15日）は、両シチリア王フランチェスコ1世の最初の妃。フランチェスコの即位前に死去したため、王妃にはならなかった。ドイツ語名はマリア・クレメンティーネ・ヨーゼファ・ヨハンナ・フィデリス・フォン・エスターライヒ（Maria Klementine Josepha Johanna Fidelis von Österreich）。

## 生涯
神聖ローマ皇帝レオポルト2世とその皇后マリア・ルドヴィカの娘として、ヴィラ・ディ・ポッジョ・インペリアーレ（フィレンツェ）で生まれた。
1797年7月、フォッジャでナポリとシチリア（当時まだ両シチリア王国に統合されていない）の王太子で、父方でも母方でも従弟に当たるフランチェスコと結婚した。なお、1790年にマリーア・クレメンティーナの兄である皇帝フランツ2世およびトスカーナ大公フェルディナンド3世が、フランチェスコの姉マリア・テレーザおよびルイーザ・マリアとそれぞれ結婚している。
マリーア・クレメンティーナは夫フランチェスコとの間に1男1女をもうけた。
- マリーア・カロリーナ・フェルディナンダ・ルイーザ（1798年 - 1870年） - フランス王族シャルル・フェルディナン・ダルトワの妃
- フェルディナンド（1800年 - 1801年）

息子フェルナンドが夭逝した1801年に、マリーア・クレメンティーナも24歳で早世した。

## 人物
- 処刑される前のルイ16世から多額の金を託されたグーヴェルヌール・モリスというアメリカ人は、ルイ16世夫妻が処刑された後、その唯一の遺児であるマリー・テレーズにそれを直接渡そうとしていた。マリー・テレーズはタンプル塔から生還したのち、母方の実家であるハプスブルク家に引き取られていた。モリスは、ウィーンにてマリー・テレーズとの対面が叶うが、その時、その場にいた結婚前のマリーア・クレメンティーナとも対面し、彼女について「はっとするほどフランス王妃（叔母）に似ている。私がそのことを述べると、彼女は他の者も同じことを言うと私に告げる」という回想を残している[1]。